# Julie Bonnevie-Svendsen
Pour les articles homonymes, voir Bonnevie et Svendsen.
Julie Bonnevie-Svendsen, né le 26 avril 1987 à Nittedal, est une biathlète norvégienne. Elle se retire du sport à 23 ans.

## Biographie
Évoluant dans les catégories juniors, elle est annoncée comme un espoir important en Norvège, montang sur un podium de la Coupe d'Europe junior en novembre 2004 à Geilo. Son frère Martin est aussi biathlète.
Remportant notamment deux médailles d'or au Festival olympique de la jeunesse européenne en 2005, Julie Bonnevie-Svendsen fait sa première apparition en Coupe du monde en décembre 2005 à l'occasion d'un 15 km individuel organisé à Hochfilzen (Autriche), devenant la plus jeune biathlète norvégienne dans l'équipe nationale depuis Ole Einar Bjørndalen. Dès cette première course et malgré deux fautes au tir, la Norvégienne marque ses premiers points grâce à une quinzième place finale. Aux Championnats du monde junior 2006, elle est notamment quatrième du sprint. C'est lors de la saison 2007-2008 qu'elle obtient une place régulière dans l'équipe nationale norvégienne, à la suite de ses bons résultats lors des Championnats du monde juniors 2007 disputés à Val Martello, où elle finit notamment troisième du relais avec la sélection norvégienne. Plus encore, la jeune biathlète est sélectionnée pour les Mondiaux 2008 disputés à Östersund, même si elle a été malade auparavant. Elle y obtient la deuxième meilleure performance de sa carrière en terminant huitième du sprint, alors qu'elle perdu du temps à cause d'une erreur de parcours, puis est seizième de la poursuite et se qualifie alors pour la mass start, se classant 24e. Elle termine finalement la saison à la 35e place finale du classement général pour sa première saison complète parmi l'élite mondiale.
Lors de la deuxième étape de la saison 2008-2009 à Hochfilzen, elle monte sur son premier et seul podium en Coupe du monde en faisant partie du relais gagnant, avec Solveig Rogstad, Ann Kristin Flatland et Tora Berger. En 2009, elle est septième d'une poursuite à Trondheim, ce qui restera son meilleur résultat dans l'élite et signe deux autres 
résultats dans le top dix, ce qui la mène vers son meilleur classement général en fin de saison, 25e. Elle aussi en forme sur les Championnats de Norvège, remportant le sprint et la poursuite. La biathlète souffre cependant d'une grande fatigue et est même bannie de l'entraînement au mois de juillet par l'entraîneur Berland, avant de revenir au mois d'août.
La Norvégienne termine sa carrière internationale en 2011, étant malade lors de la saison 2009-2010, où son seul moment fort est une victoire sur l'IBU Cup à Obertilliach. Elle prolonge la série des athlètes norvégiennes qui prennent leur retraite sportive de manière précoce, comme Linda Grubben avant elle, alors qu'elle était considérée comme un des plus grands talents que le biathlon norvégien a jamais eu. Dans sa nouvelle carrière, elle devient ingénieure en orthopédie.

## Palmarès

### Championnats du monde
| Épreuve / Édition                | Individuel | Sprint | Poursuite | Départ en masse | Relais | Relais mixte |
| Mondiaux 2007 Antholz-Anterselva | -          | 8e     | 16e       | 24e             | 8e     | -            |
| Mondiaux 2009 Pyeongchang        | -          | 32e    | 49e       | -               | -      |              |

### Coupe du monde
- Meilleur classement général : 25e en 2009.
- Meilleur résultat individuel : 7e place.
- 1 podium en relais : 1 victoire.

#### Classements annuels
| Année | Classement général final |
| 2006  | 64e                      |
| 2007  | nc                       |
| 2008  | 35e                      |
| 2009  | 25e                      |
| 2010  | nc                       |

### Championnats du monde junior
- Médaille de bronze du relais en 2007.

### Festival olympique de la jeunesse européenne
- 2 médailles d'or en 2005 à Monthey : sprint et poursuite.

### IBU Cup
- 1 victoire.